# Atom Heart Mother (szvit)
Az Atom Heart Mother a Pink Floyd azonos című albumának a címadó szvitje.
Minden idők leghosszabb Pink Floyd-felvétele, amelyben az együttes mellett rézfúvósokat és vegyeskórust is hallhatunk.
Akkoriban még újdonságnak hatott a komolyzenei elemek használata a könnyűzenében, de például a Deep Purple is ezzel foglalkozott ebben az időben. Egyik együttes sem tudott túl sok nagyzenekari koncertet tartani, lévén nehézkes a mozgatásuk.

Az Atom Heart Mother hattételes mű.

## Tételek

### I. Father's Shout
Az első tétel egy egyre erősödő, nagyon mély szintetizátorhanggal kezdődik, amiből disszonáns, baljós rézfúvóshangok bontakoznak ki. Először szinte ritmus nélküliek, de aztán elindul egy dinamikus téma. Itt lép be az együttes is. Később különféle hangeffekteket hallunk: motorbiciklit, lódobogást, szirénát és egyebeket, majd lecsendesedik a zene, és következik a

### II. Breast Milky
Az átvezetést a basszusgitár két üteme szolgáltatja a líraibb tételbe, hogy aztán belépjen az orgona (ami átveszi a basszus motívumát) és a szólócselló, ez játssza a témát. Ezután újból visszatérnek a rézfúvósok, a szólógitárral együtt.

### III. Mother Fore
Ugyanabban a tempóban folytatja, mint az előző, de itt a kórusé a főszerep; a tétel hangulata ettől melankolikus, kissé kábult.

### IV. Funky Dung
Még mindig lassú, bluesos a zene, de megváltozik a hangulat, mintegy ébredezni kezd. Először egy gitárszóló jön, majd a szintetizátor hallat hosszú, elnyújtott hangokat. Belép a kórus, furcsa frázisokkal (sziszegés, halandzsa szöveg stb). A zene egyre erősödik, hogy a az első tétel témájának visszatérésében csúcsosodjon ki.

### V. Mind Your Throats Please
A szintetizátorok veszik át a stafétát, ez a mű "zajos tétele". Torzított orgona-, rézfúzós-, és talán emberi hangok uralják a hangképet. Az atonális zene mind erősebb lesz, mígnem egy robbanás és egy elzakatoló vonat véget vet neki. A tétel második felében szinte rendszer nélkül kószálnak a billentyűsök hangjai...

### VI. Remergence
A szintetizátorhangokba beúsznak a megelőző tételek zenéi, összekeverednek, egyszerre szólnak. Közben az eredeti, Father's Shout tétel fölé kerekedik a zűrzavarnak, aztán egy "Silence in the studio" bejátszás után végleg átveszi a hatalmat. Ez a mű fináléja: Újból halljuk a témát, ami megérkezik a kódában, és egy hatalmas, hosszú akkord lezárja az Atom Heart Mothert.

## Érdekességek
- A szvit munkacíme The Amazing Pudding volt, amit egy atom-pacemakert kapott anyáról szóló cikk olvasása után változtattak Atom Heart Motherre.
- Watersnek és Masonnak a szólamukat egy az egyben kellett feljátszaniuk, végig a 24 percen, hibátlanul és tartva a ritmust, ami emberfeletti feladat volt. Erre azért volt szükség, mert az EMI nem bízott az új Studer szalagok ragasztásában, és nem javasolta a vágást.

## Közreműködők
- Roger Waters – basszusgitár
- David Gilmour – gitár
- Rick Wright – billentyűs hangszerek
- Nick Mason – dobok
- John Aldiss kórusa
- valamint rézfúvósok.